# Ванеса Хаџенс
Ванеса Ен Хаџенс (енгл. Vanessa Anne Hudgens; Салинас, 14. децембар 1988) је америчка глумица и певачица. Као глумица гостовала је у многобројним серијама као што су „Једноставан живот Зека и Кодија“, „Дрејк и Џош“, „Браћа Гарсија“ и „Још увек“.2003. је дебитовала у драми „Тринаест“ улогом Ноел, да би 2006. добила улогу Габријеле Монтез у филму „Средњошколски мјузикл“. Позитивну оцену критике је добила и за филм „Балзам“, 2009. Досад је издала два солистичка албума ,“V“, 2006. године и „Identified“, 2008.

## Детињство, младост и каријера
Хаџенсова је рођена у Салинасу, Калифорнија. Живела је са својим родитељима Гином, успешном у канцеларијским пословима и Георгијем, ватрогасцем. Има млађу сестру Стелу, која је такође глумица. Корени су јој мешани; са очеве стране ирско-америчког и са мајчине кинеско-филипинско-шпанског порекла. Бака и деда су јој били музичари.
Каријеру је започела веома рано; са осам година, у локалним позориштима као певачица и глумица. Значајније представе су јој „Чаробњак из Оза“, „Карусел“, Краљ и ја“, „Музичар“, „Пепељуга“, али и многе друге. Пријављује се за разне рекламе и телевизијске серије, па се и породица сели у Лос Анђелес, јер осваја улогу у реклами. Средњу школу за уметност не успева да заврши, због обавеза, те је школована код куће.

## Филмографија
| Година                         | Наслов                             | Улога                                          |
| ------------------------------ | ---------------------------------- | ---------------------------------------------- |
| 2004                           |                                    | Тинтин                                         |
| 2005                           |                                    | Кармен                                         |
| 2006                           | Угодни живот Зека и Кодија         | Кори                                           |
| 2006                           | Средњошколски мјузикл              | Габријела Монтез                               |
| 2007                           | Средњошколски мјузикл 2            | Габријела Монтез                               |
| 2008                           | Средњошколски мјузикл 3: Матуранти | Габријела Монтез                               |
| 2009                           |                                    | Сем                                            |
| 2011 2012 \|\| Звер Бунтовнице | Линда Тејлор Кенди                 |                                                |
| 2013                           | Мачета убија                       | Сереза                                         |
| 2018                           | Замена принцезе                    | Стејси Деново / леди Маргарет Делакорт         |
| 2020                           | Лоши момци заувек                  | Кели                                           |
| 2020                           | Замена принцезе 2: Поново замењене | Стејси Деново / леди Маргарет Делакорт / Фиона |
| 2021                           | Мој мали пони: Нова генерација     | Сани Старскаут (глас)                          |
| 2021                           | Замена принцезе 3: Звездана љубав  | Стејси Деново / леди Маргарет Делакорт / Фиона |

## Дискографија
| - 2006. — - 2008. — - 2007. — - 2007. — | - 2006: High School Musical - 2007: - 2008: - 2006-2007: - 2008: |

## Награде и номинације
| Година | Награда                     | Категорија                                                                                         | Награђена/номинована |
| ------ | --------------------------- | -------------------------------------------------------------------------------------------------- | -------------------- |
| 2006   | "                           | Најбоља глумица - телевизија                                                                       | Номинација           |
| 2006   | Награде по избору тинејџера | Најбољи телевизијски пар (с Зеком Ефроном)                                                         | Освојено             |
| 2007   | Награде по избору тинејџера | Најбоља нова певачица                                                                              | Освојено             |
| 2007   | Награда младих уметника     | Најбољи наступ у ТВ филму, мини-серији или специјалној емисији (комедија и драма) - главна глумица | Номинација           |
| 2008   | Награде по избору тинејџера | Најлепша глумица                                                                                   | Освојено             |